# Štefan Moyzes

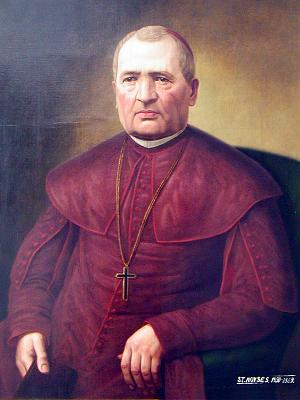

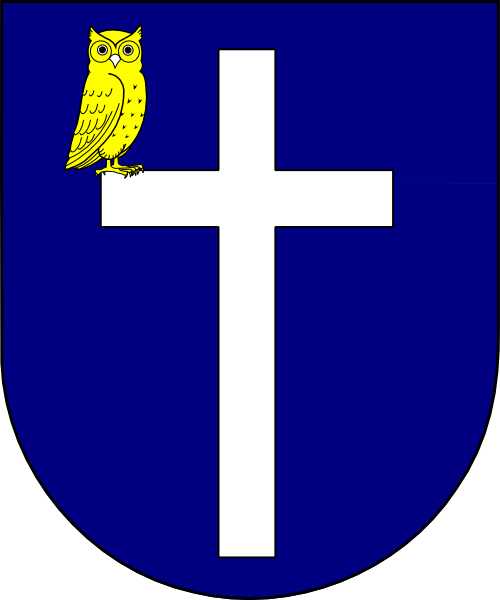
Štefan Moyzes

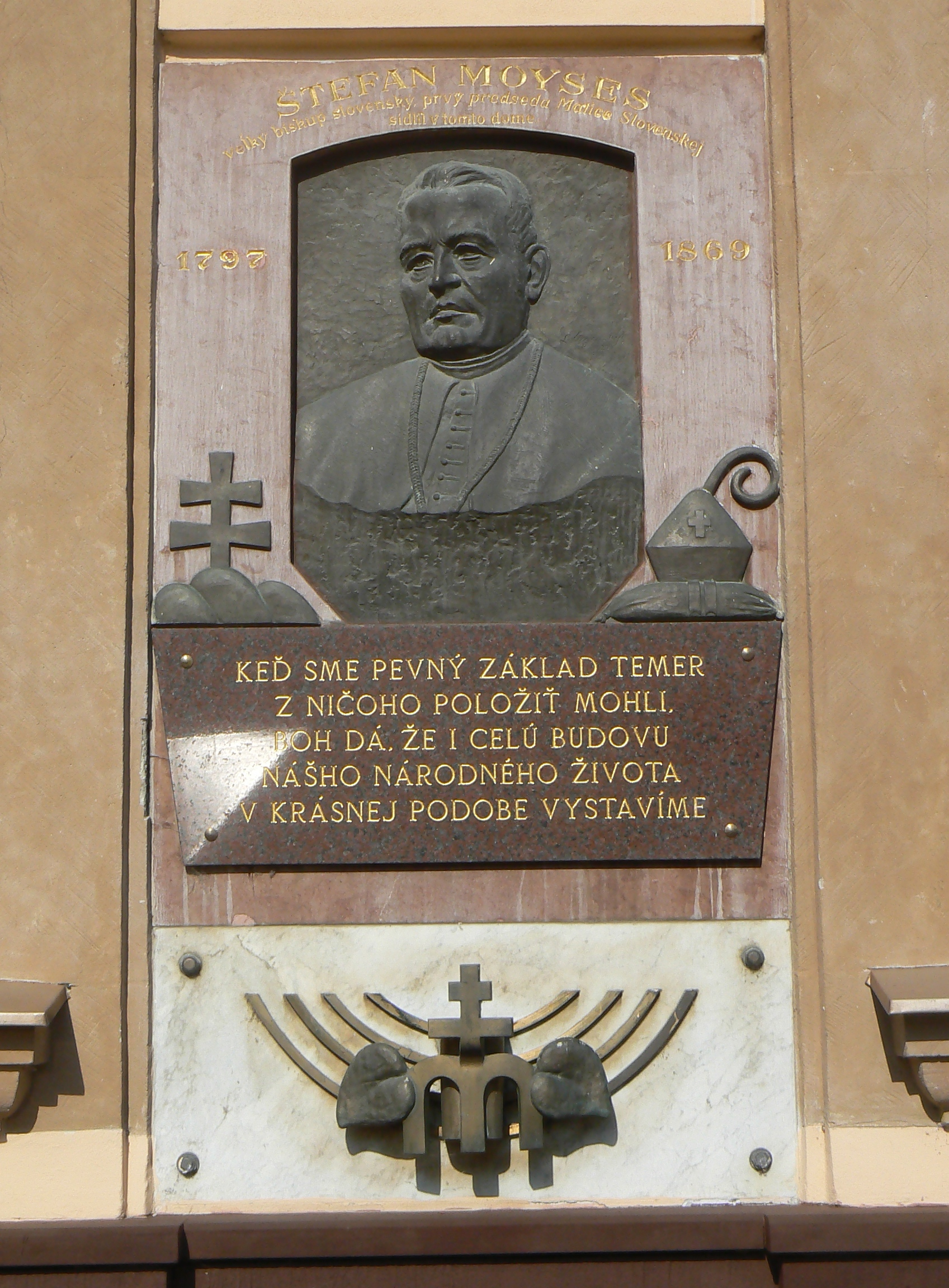

Štefan Moyzes (auch Štefan Moyses, deutsch Stjepan Mojses) (* 24. Oktober 1797 in Veselé, Slowakei, damals Königreich Ungarn; † 5. Juli 1869 in Sv. Kríž (heute Žiar nad Hronom), Slowakei) war ein slowakischer Bischof und Politiker.

## Leben
Moyzes studierte in Pest in den Jahren 1815 bis 1819. Bis zu seiner Priesterweihe im Jahr 1821 war er vorerst Privatlehrer, anschließend Kaplan. 1828 wurde er zum Dr. phil promoviert. In Pest lernte er die slowakischen Schriftsteller Ján Kollár und Martin Hamuljak kennen.
In den Jahren von 1830 bis 1847 arbeitete er an der Rechtsakademie Agram als Professor für Logik, Metaphysik, Philosophie und Ethik. Im Jahr 1837 wurde er Zensor, wurde aber des Panslawismus verdächtigt und verlor in der Folge im Jahr 1843 diese Stelle wieder.
Im Jahr 1847 wurde er Kanonikus des Agramer Kapitels, von dem er in den Reichstag nach Preßburg entsandt wurde. Dort setzte er sich für die Interessen der Kroaten ein. Im Banalrat wurde er 1848 Sektionspräsident. Als dieser wurde er in den Jahren 1849 und 1850 zu Verhandlungen nach Wien berufen.
Im Jahr 1851 wurde er Bischof von Neusohl. Dort gründete er die slowakische Zeitung Cyrill a Method und eine Lehrerbildungsanstalt.
Nach der Gründung der Matica slovenská wurde er 1863 deren erster Präsident.
Auf seine Bestrebungen beim Papst führt das Fest der Heiligen Cyrill und Method am 5. Juli zurück. Dieser Tag ist heute ein Feiertag in der Slowakei.
Generell war die Politik Moyzes durch seine Haltung in der slowakischen Nationalbewegung und die dagegenstehende Magyarisierung immer nach Wien ausgerichtet.

## Werke
- Myšlienky o záhradníctve vôbec a štepárstve obzvlášte (Gedanken über Gartenbau im Allgemeinen und Obstbau im Besonderen), 1865
- Kázne (Predigten), 1897
- Hrsg.: P. Vitezovic, Odiljenje Sigetsko (Die Belagerung der Festung Sziget), 1836

## Würdigung
Anlässlich seines 200. Geburtstages wurde im Jahr 1997 von der Mincovňa Kremnica in der Slowakei eine 200 Kronenmünze geprägt.